# Nanoarchaeum equitans
Nanoarchaeum equitans – gatunek archeowca odkryty w 2002 r. przez Karla O. Stettera z Uniwersytetu w Ratyzbonie. Jest to jeden z najmniejszych organizmów prokariotycznych, posiadający średnicę około 400 nm. Jego genom zsekwencjonowany 17 miesięcy po odkryciu składa się z 490 885 par zasad. N. equitans jest jedynym przedstawicielem typu Nanoarchaeota. Termofil i umiarkowany acydofil.
Organizm ten żyje w symbiozie bądź pasożytuje na archeowcach z rodzaju Ignicoccus.
N. equitans po raz pierwszy został odkryty na gorących skałach w pobliżu kominów hydrotermalnych w okolicach wyspy Kolbeinsey na północ od Islandii w subpolarnej strefie Grzbietu Śródatlantyckiego na głębokości ok. 106 m. W tym systemie geotermalnym panowały temperatury 70–110 °C, pH ok. 6,0 i stężenie NaCl w granicach 2%. 
Mikroorganizmy z tego gatunku były znajdywane także na grzbietach wschodniego Pacyfiku (pH 6,5), w gorących źródłach w Parku Narodowym Yellowstone (80 °C, pH 6,0) oraz w okolicach wulkanów na Kamczatce (85 °C, pH 5,5).